# Adrianna Górna
Adrianna Górna (* 22. März 1996 in Kwidzyn) ist eine polnische Handballspielerin.

## Karriere

### Im Verein
Adrianna Górna spielte zunächst für UKS PCM Kościerzyna und AZS-AWFiS Gdańsk. Ab 2017 stand sie im Kader von Zagłębie Lubin. Mit Lubin konnte sie 2021, 2022, 2023 und 2024 die polnische Meisterschaft und mehrfach den polnischen Pokal gewinnen. Zur Saison 2025/26 wechselte sie zum Ligakonkurrenten MKS Lublin.

### In Auswahlmannschaften
Ihr Debüt für die polnischen Nationalmannschaft gab sie im März 2017 gegen die Slowakei. Sie stand im Kader für die Weltmeisterschaft 2017. Weiter nahm sie mit Polen bei der Europameisterschaft 2020, der Weltmeisterschaft 2021 und der Weltmeisterschaft 2023 teil.